# Gelida
Gelida ist eine katalanische Gemeinde in der Provinz Barcelona im Nordosten Spaniens. Sie liegt in der Comarca Alt Penedès.

## Geographie
Die Gemeinde nimmt hauptsächlich ein bergiges Gebiet ein, das am nördlichen Ende des Ordal-Gebirges liegt, das nach Norden hin abfällt und das untere Tal des Flusses Anoia bildet, bevor dieser in den Llobregat mündet. Die Vegetation in der bergigen Gegend ist typisch für das katalanische Vorküstengebirge, hauptsächlich Kiefernwald mit mediterranem Strauchunterwuchs. Das Talgebiet wurde für den Anbau von Trauben genutzt.

## Bevölkerungsentwicklung
| Jahr      | 1842 | 1900  | 1930  | 1950  | 1970  | 1991  | 2001  | 2011  | 2019  |
| --------- | ---- | ----- | ----- | ----- | ----- | ----- | ----- | ----- | ----- |
| Einwohner | 590  | 1.854 | 2.371 | 2.444 | 3.482 | 3.908 | 4.571 | 7.079 | 7.533 |

## Sehenswürdigkeiten
- Burg von Gelida (10. Jahrhundert)
- Gelida-Seilbahn